# 周太彤
周太彤（1952年12月—），男，汉族，福建永春人，中华人民共和国政治人物，曾任上海市人民政府副市长，上海市政协副主席。